# Municipio de Rose (Illinois)
El municipio de Rose (en inglés: Rose Township) es un municipio ubicado en el condado de Shelby en el estado estadounidense de Illinois. En el año 2010 tenía una población de 1848 habitantes y una densidad poblacional de 20,06 personas por km².

## Geografía
El municipio de Rose se encuentra ubicado en las coordenadas 39°23′43″N 88°52′16″O / 39.39528, -88.87111. Según la Oficina del Censo de los Estados Unidos, el municipio tiene una superficie total de 92.14 km², de la cual 91,89 km² corresponden a tierra firme y (0,26 %) 0,24 km² es agua.

## Demografía
Según el censo de 2010, había 1848 personas residiendo en el municipio de Rose. La densidad de población era de 20,06 hab./km². De los 1848 habitantes, el municipio de Rose estaba compuesto por el 97,78 % blancos, el 0,81 % eran afroamericanos, el 0,43 % eran amerindios, el 0,22 % eran asiáticos, el 0,38 % eran de otras razas y el 0,38 % eran de una mezcla de razas. Del total de la población el 1,68 % eran hispanos o latinos de cualquier raza.